# 赫希施泰因山
47°20′50″N 13°47′26″E / 47.34722°N 13.79056°E

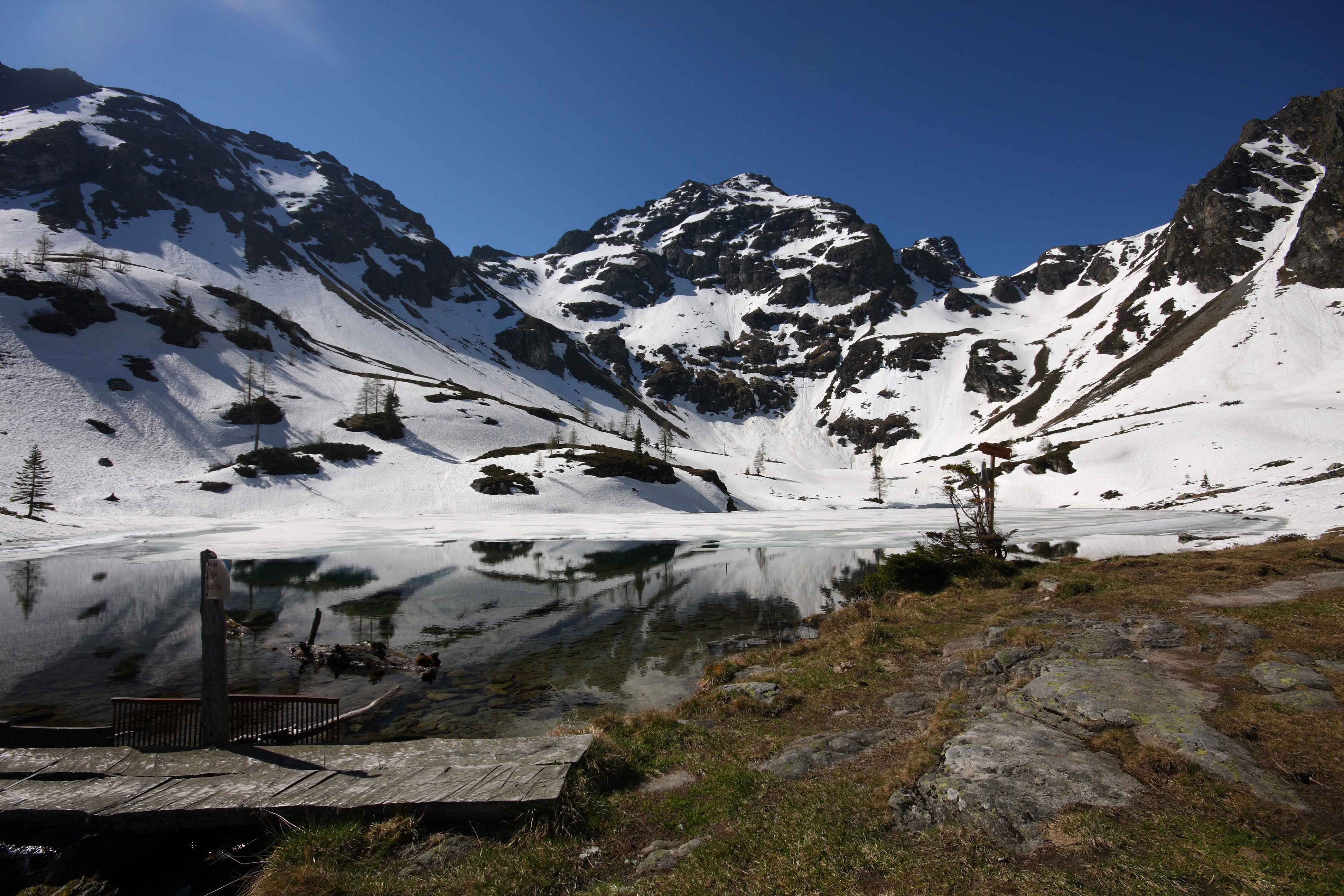

赫希施泰因山（德語：Höchstein），是奧地利的山峰，位於該國東南部，由施泰爾馬克州負責管轄，屬於施拉德明陶恩山脈的一部分，距離小維爾德施泰勒山2.7公里，海拔高度2,543米。